# Оукс, Ричард
Ричард Оукс (англ. Richard Oakes, родился 1 октября 1976 в Периуэйле) — британский музыкант и автор песен, гитарист и клавишник группы Suede.

## Биография
Родился в Лондоне в Периэуйле, детство провёл в районе Паркстоун города Пул графства Дорсет. Начал играть на испанской гитаре, которая была у его сестры, а музыкой решил заняться после того, как прослушал в возрасте 12 лет альбом «The Story of the Clash, Volume 1». До прихода в группу Suede Оукс играл в группе «TED» со своим другом Питером — изначально группа называлась «PIPATED» (сокращение от Plug in Peter and the Electric Daffodils).

### Suede
В мае 1993 года Оукс участвовал в первом концерте группы Suede в театре Пула. Узнав, что из группы ушёл Бернард Батлер и группа искала ему замену, Ричард записал несколько песен группы и своих собственных на магнитофон с 4 дорожками, который отправил в фан-клуб с запиской «Возьмите меня или оставьте меня» (англ. Take me or leave me). Барабанщик Саймон Гилберт, услышав голос Андерсона на заднем плане одной из кассет, даже подумал, что это ранняя демоверсия какой-то из песен. После второго прослушивания Оукс был приглашён в группу и, обойдя более чем 500 кандидатов, 17 сентября 1994 за две недели до своего дня рождения официально стал членом группы. Первое публичное появление Оукса в составе группы состоялось в программе Top of the Pops, а первое выступление — на концерте у секретного фан-клуба в Лондонском клубе Raw 10 октября 1994, когда Оукс исполнял песню «We are the Pigs» (на неё был снят клип). Он стал автором песен на B-сторонах синглов «New Generation», «Together» и «Bentswood Boys». Вместе с Андерсоном он писал песни на последующих альбомах и материале сторон B, и некоторые из песен даже становились хитами в радиочартах Великобритании.
В 2010 году группа воссоединилась после распада, и Оукс принял участие в трёх концертах, затем выступил в декабре на лондонской O2-Арене, на нескольких фестивалях в Швеции, на Hultsfredsfestivalen в июле и на концертах в Дании и Норвегии в Августе. Почти все песни (кроме двух) с шестого альбома Bloodsports были написаны Оуксом, а альбом вышел в марте 2013 года. 22 января 2016 вышел альбом Night Thoughts, на котором только 4 песни не принадлежали авторству Оукса. Выход альбома сопровождался фильмом, режиссёром которого стал Роджер Сарджент. В 2016 году группа выступала на фоне экрана, на котором показывался фильм Сарджента.

### Artmagic
В 2008 году певец Шон Макги объявил в Myspace, что работает с Ричардом Оуксом над новым материалом. В марте 2009 года Макги в блоге сообщил о написании 11 песен вместе с Оуксом (позднее оказалось, что их было 14) и назвал три из них: «I Keep On Walking», «Forever In Negative» и «You». После воссоединения Suede Макги сказал, что постарается учесть расписание гастролей группы для дальнейшей работы с Оуксом, и в апреле 2010 года объявил о создании новой группы Artmagic. Их первый EP под названием «I Keep On Walking» вышел 23 мая 2011, а 25 июня 2012 вышел сингл «Forever In Negative». 2 июля был выпущен альбом «Become The One You Love», а 21 октября — сингл «Down in the River».